# Leptoseris papyracea
Leptoseris papyracea är en korallart som först beskrevs av James Dwight Dana 1846.  Leptoseris papyracea ingår i släktet Leptoseris och familjen Agariciidae. IUCN kategoriserar arten globalt som livskraftig. Inga underarter finns listade i Catalogue of Life.